# Wjatscheslaw Alexandrowitsch Kulebjakin
Wjatscheslaw Alexandrowitsch Kulebjakin (russisch Вячеслав Александрович Кулебякин, engl. Transkription Vyacheslav Kulebyakin; * 30. November 1950 in Leningrad) ist ein ehemaliger russischer Hürdenläufer, der für die Sowjetunion startete und sich auf die 110-Meter-Distanz spezialisiert hatte.
Bei den Olympischen Spielen 1976 in Montreal wurde er Siebter, und bei der Universiade 1977 gewann er Bronze.
1978 gewann er bei den Halleneuropameisterschaften in Mailand Silber über 60 Meter Hürden und wurde Sechster bei den Europameisterschaften in Prag.
Bei den Halleneuropameisterschaften 1979 in Wien kam er über 60 Meter Hürden auf den vierten Platz.
1977 und 1978 wurde er Sowjetischer Hallenmeister über 60 Meter Hürden und 1978 über 110 Meter Hürden.

## Persönliche Bestzeiten
- 50 m Hürden (Halle): 6,67 s, 4. Februar 1979, Berlin
- 60 m Hürden (Halle): 7,72 s, 12. März 1978, Mailand
- 110 m Hürden: 13,52 s, 4. Juni 1980, Leningrad